# Saozana leucota
Saozana leucota är en fjärilsart som beskrevs av George Francis Hampson 1901. Saozana leucota ingår i släktet Saozana och familjen björnspinnare. Inga underarter finns listade.